# Material parental

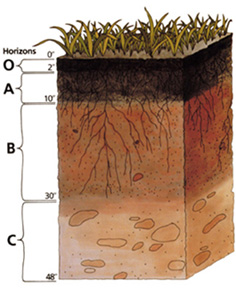
Esquema del suelo:
O - Materia orgánica
A - Suelo
B - Subsuelo
C - Material parental

El material parental, o regolita, en ciencia del suelo, significa el material geológico inalterado (generalmente roca madre o de un depósito superficial o arrastrado) en donde se irán formando los horizontes del suelo. Los suelos típicamente tienen un gran compromiso estructural y de minerales desde su material parental. El material parental hecho de minerales consolidados o inconsolidados que son sometidos a algún grado de meteorización física o química o biológica.

## Residual
El Material Parental es imprescindible para el suelo siempre que sea transportado es llamado material parental residual. Con frecuencia se conoce roca madre.
Son materiales provenientes de la meteorización de las rocas originarias que permanecen en el lugar de su formación.

## Transportado
El material parental se clasifica por su último medio de transporte. Puede haber sido transportado por un [glaciar], y luego depositado por arroyos, tal material se clasifica como "transporte fluvial de material parental". 
La morrena de glaciar se refiere al material deslizado por el movimiento de la capa de hielo. Debido a que no es transportado por un líquido, el material no es separado por tamaño.

## Transporte por agua
El material parental transportado por agua se llama aluvio. Dentro de esta categoría de transporte por agua hay varios tipos importantes.

El material parental depositado por un lago se llama m. p. lacustre. Bordes de playa pueden estar presentes cuando los lagos glaciares se llevaron la arena. El material lacustre está bien separado por tamaño, y es de textura fina, teniendo más finos limos y arcillas. Los suelos formados de material parental lacustre tienen baja permeabilidad en parte debido al alto contenido de arcilla.

## Clima y meteorización
El clima es generalmente considerado el más importante factor influyente en los procesos físicos, químicos y biológicos de meteorización.
La meteorización física es especialmente importante durante las primeras etapas del desarrollo de los suelos. La roca puede ser desintegrada por cambios de temperatura, los que producen su expansión y contracción diferencial. Los cambios de temperatura pueden además congelar el agua. Las fuerzas producidas por el congelamiento del agua puede llegar a los 2.1×105 kPa, y pueden romper rocas, ejercer presión, y subir y mezclar el material del suelo.
La meteorización química tiene como su principal agente al agua de lluvia percolante, que viene cargada con dióxido de carbono de la atmósfera. El material parental se hidroliza por la solución ácida para producir minerales y liberar cationes.